# Kemiskt beroende
Kemiskt beroende eller fysiskt beroende innebär att vissa personer efter regelbundet intag av vissa droger, till exempel alkohol, nikotin, opiater eller bensodiazepiner, vänjer sig vid drogen genom toleransutveckling och samtidigt skapar ett behov av ytterligare intag. Då kroppens tolerans mot droger ökar i takt med användandet, kan det i värsta fall resultera i fysiska eller psykiska problem, eller också överdos när det handlar om grövre droger.
Beroendet har flera orsaker. En är att vissa droger påverkar hjärnans belöningssystem, som är en viktig del i vår förmåga till inlärning och till att uppleva lyckokänsla, eufori. En annan del i beroendeutvecklingen är att många människor har genetiska förutsättningar som skapar en sårbarhet för att utveckla ett kemiskt beroende. Denna sårbarhet kan inte ensam orsaka beroende. Det krävs också ett beroendeframkallande medel för att starta denna process. En tredje faktor som spelar roll är exponeringen för drogen: hur den sker (droger med mycket snabb effekt, till exempel kokain, är mer beroendeframkallande än de med långsamt insättande effekt), under hur lång tid som man utsätter sig för drogen (ju längre tid man använder droger desto större risk för beroende) och drogens koncentration (man blir snabbare beroende av alkohol om den är i form av sprit än i form av öl).
Det är relativt lätt att hamna i ett kemiskt beroende, men ytterst svårt att gå ur, delvis på grund av att denna typ av beroende också medför ett psykiskt beroende. Ofta blir "lösningen" att personen går från ett beroende till ett annat, till exempel att alkoholism övergår i läkemedelsberoende.
Kemiskt beroende, som nikotinism, alkoholism, läkemedelsberoende och olika former av narkomani, kategoriseras som sjukdomar, vilka alla är kroniska. En viktig del i detta kroniska förlopp är att hjärnans olika system (bland annat belöningssystemet) förblir mer känsliga för beroendeframkallande substanser. Det är därför lugnande medel, till exempel Valium eller Sobril, kan starta ett återfall i alkoholmissbruk: alkohol och bensodiazepiner (såsom Valium och Sobril) påverkar hjärnan på ett liknande sätt.
Typiskt för kombinationen kemiskt beroende och psykiskt beroende är bland annat att personen inte själv uppfattar sig vara sjuk och följaktligen ofta inte söker vård förrän medicinska komplikationer eller andra invalidiserande följder tillstöter, till exempel lungemfysem, leverförfettning, skrumplever, bukspottkörtelinflammation, utslagning ur familjeliv och arbetsliv.
Det är viktigt att skilja på objektsberoende (alkohol/droger) och processberoende (exempelvis spel).